# 硬叶杜鹃
硬叶杜鹃（学名：Rhododendron tatsienense）为杜鹃花科杜鹃花属下的一个变种。